# Platycaedicia obiensis
Platycaedicia obiensis är en insektsart som beskrevs av Morgan Hebard 1922. Platycaedicia obiensis ingår i släktet Platycaedicia och familjen vårtbitare. Inga underarter finns listade i Catalogue of Life.